# Catascopia terebra
Catascopia terebra is een slakkensoort uit de familie van de Lymnaeidae. De wetenschappelijke naam van de soort is voor het eerst geldig gepubliceerd in 1885 door Westerlund.